# Pterichis pauciflora
Pterichis pauciflora är en orkidéart som beskrevs av Rudolf Schlechter. Pterichis pauciflora ingår i släktet Pterichis och familjen orkidéer. Inga underarter finns listade i Catalogue of Life.